# Relations entre l'Argentine et la France
Cet article traite de l'histoire des relations franco-argentines.

## Histoire des relations
Les relations entre la France et l’Argentine prennent racine dans l’indépendance de ce pays, proclamée le 9 juillet 1816 au Congrès de Tucuman, les idéaux politiques français du Siècle des Lumières ayant inspiré le mouvement d’émancipation né à Buenos Aires le 25 mai 1810. Plus tard dans le siècle, les liens entre les deux pays se renforcent par l’afflux de migrants français en Argentine, qui attire quelque 250 000 personnes entre 1880 et 1910, pour l’essentiel des Basques, des Béarnais et des Aveyronnais.
L'Argentine est l'une des étapes du voyage de Charles de Gaulle en Amérique du Sud, un périple de 32 000 km s'étalant du 21 septembre au 16 octobre 1964 qui permet au président français de visiter dix pays sud-américains.
La visite en Argentine s'effectue dans un contexte politique particulier. De fortes tensions existent alors entre le pouvoir en place d'Arturo Umberto Illia et les partisans de l'ancien président Juan Perón, exilé depuis 1955 dont le mouvement interdit ne peut présenter de listes aux élections. Les péronistes vont saisir l'occasion que représente la visite de De Gaulle, se traduisant par une participation populaire forte, pour sortir de l'invisibilité dans laquelle le pouvoir en place les maintient. Lors de son premier bain de foule, plaza Francia, de Gaulle est entouré de militants péronistes. Ils arborent des portraits du président exilé, et associent les deux hommes dans leurs slogans : « Perón, De Gaulle, le même combat », « Perón, De Gaulle, troisième voie ». La stratégie de ces militants  qui ont imprimé clandestinement des milliers d'affiches de Perón prend de surprise la police locale chargée du service d'ordre du président français. Les autorités argentines reprennent ensuite la main, quadrillant et filtrant les lieux où de Gaulle se rend, le Congrès national et la faculté de droit de Buenos Aires. Mais le lendemain, alors que de Gaulle s'est rendu à Córdoba, où il visite l'usine KIA qui construit des automobiles Renault, d'importants troubles éclatent. Au cours des affrontements entre péronistes et forces de l'ordre, il y a quatre blessés par balle et de nombreuses interpellations et détentions.
Parmi l'importante communauté franco-argentine, on compte alors certain nombre d'anciens vichystes partis en Amérique du Sud après la Guerre mais ils ne sont pour l'essentiel plus actifs dans le champ politique. Au moment de l'indépendance de l'Algérie en 1962, des Pieds-noirs se sont installés en Argentine. Parmi eux, des anciens de l'OAS dont le général Gardy, le colonel Gardes, le capitaine de Gorostarzu. Ils ont reçu une assistance argentine et française pour s'établir en tant qu'exploitants agricoles, souvent dans des régions éloignées, notamment pour le général Gardy et ses proches à Misión Tacaaglé une petite communauté agricole isolé à proximité du Paraguay. La présence de ces secteurs de la communauté française hostiles au Général de Gaulle a suscité des craintes pour la sécurité du Président, mais il semble n'y avoir pas eu de velléités d'action violente de la part de ces émigrés souvent géographiquement isolés et dans une situation matérielle précaire. Lors de son séjour, de Gaulle rend visite à des pieds-noirs de Mostaganem récemment installés. Le 2 août 1970, sous l'égide de l'ambassadeur français Jean de La Chevardière de La Grandville, un accord est conclu entre le gouvernement de Roberto Marcelo Levingston et le Gouvernement français pour la fourniture par la France de plusieurs Mirages à l'Armée de l'Air argentine.
Durant la dictature de Jorge Rafael Videla, le maintien des relations entre l'Argentine et la France se complique, notamment à cause des crimes commis par le régime argentin auxquels l'opinion publique française se sensibilise en raison de l'enlèvement et la disparition de deux religieuses françaises, Alice Domon et Léonie Duquet, le 10 décembre 1977 ; ainsi que de l'emprisonnement de plusieurs ressortissants français. Une campagne de boycott de la coupe du monde de football 1978 a lieu en France pour protester contre la tenue de cet événement dans la junte militaire argentine. L'Argentine cherche cependant à rétablir ses relations officielles avec la France et à limiter la campagne de boycott contre l'Argentine ayant lieu en France, et ainsi le ministre argentin de l'Économie José Martinez de Hoz affirme être prêt à « donner une part importante du marché argentin aux entreprises françaises ». Une visite officielle du ministre du Budget Maurice Papon a lieu en avril 1979, après un avis favorable du ministère des Affaires étrangères, qui estime que « la conjoncture économique actuelle et la difficile situation de l’emploi dans notre pays nous imposent aujourd’hui de ne négliger aucune possibilité d’améliorer les résultats de notre commerce extérieur » et que cette visite pourrait être compensée par la libération des prisonniers français en Argentine. Il s'agit alors de la première visite d'un ministre européen en Argentine depuis le coup d'État de 1976. Lors de la visite, Maurice Papon reçoit l'ordre de Mai de la part du président Jorge Rafael Videla. Finalement, aucun prisonnier français n'est libéré à l'issue de cette visite, et si quelques journaux la dénoncent, elle ne reçoit que peu de contrecoups. On estime qu'au total, 20 français ont disparu durant la dictature militaire de Videla[réf. à confirmer].
Les Franco-Argentins forment le troisième grand groupe d'ascendance devancé par les Italo-Argentins et les Hispano-Argentins. Selon un recensement en 2006, plus de 6 millions d'Argentins ont des origines françaises (17 % de la population totale)[réf. nécessaire]
Alors que les Argentins d'origine française représentent un pourcentage important de la population argentine, ils sont moins visibles que les autres groupes ethniques de même taille. Cela est dû à leurs forte assimilation et à l'absence de colonies françaises importantes dans le pays.[réf. nécessaire]

## Relations économiques

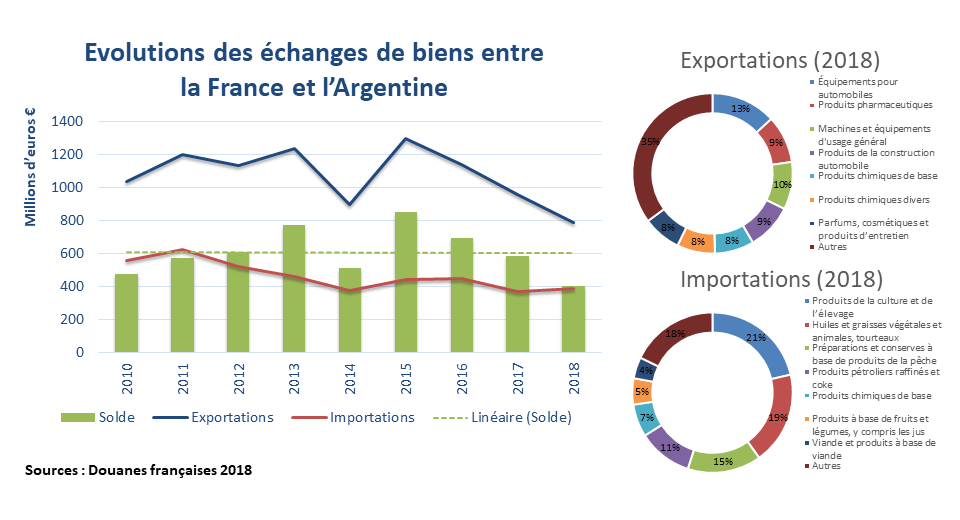
Évolution des échanges de biens entre la France et l'Argentine en 2018